# صفقة راكونيجي
في 24 أكتوبر 1909، أبرم الملك فيكتور إيمانويل الثالث ملك إيطاليا ونيقولا الثاني من الإمبراطورية الروسية اتفاقية سرية في راكونيجي، تُعرف باسم صفقة راكونيجي.
وذكرت أن:
- إذا أرادت روسيا أو إيطاليا إبرام اتفاقيات تتعلق بأوروبا الشرقية مع دولة أخرى في المستقبل، فيجب أن يشارك الطرف الآخر في هذه الاتفاقية أيضًا في مثل هذه الاتفاقية الجديدة.
- تعترف إيطاليا بضرورة سيطرة روسيا على المصالح الروسية في المضائق التركية، بينما تعترف روسيا في المقابل بالمصالح الإيطالية في طرابلس وبرقة. [1]

من وجهة نظر إيطاليا، سهلت صفقة راكونيجي استعدادات إيطاليا للحرب الإيطالية التركية، بعد عامين، والتي غزت فيها إيطاليا طرابلس وبرقة.